# Pidhajecký rajón
Pidhajecký rajón (ukrajinsky Підгаєцький район) byl rajón v Ternopilské oblasti na Ukrajině. Hlavním městem bylo Pidhajci a rajón měl přibližně 18 tisíc obyvatel. 

## Sídla v rajónu
- Pidhajci